# Стадион Капосташ утца
Стадион Капосташ утца (мађ. Káposztás utcai Stadion), је стадион у Шопрону, Мађарска.  Стадион се највише користи за клупски фудбал. Користи га ФК Шопрон ВСЕ, а ФК Сомбатхељ Халадаш га је користио у сезони 2016−17. Стадион прима 5.300 гледалаца. после обнове 2003. године.

## Историја
У пролеће 2016. године ФК Сомбатхељ је играо на овом стадиону као домаћин на шест утакмица. Сомбатхељ је угостио ФК Диошђер, ФК Ујпешт, ФК Бекешчаба, ФК Вашаш, ФК Дебрецин и ФК Ференцварош. Разлог играња Сомбатхеља на овом стадиону је рушење његовог стадиона Стадион Рохонци ут.
Током прволигашке сезоне 2016/17. ФК Сомбатхељ Халадаш га је користио као домаћи стадион док се не изгради нови стадион Шпорткомплексум у Сомбатхељу.